# Saida Gunbaová
Saida Kanosovna Gunbaová (gruzínsky გუმბა გუმბა; 30. srpna 1959 Suchumi – 24. listopadu 2018 Picunda) byla sovětská atletka v hodu oštěpem.
Startovala za SSSR na letních olympijských hrách v roce 1980 v Moskvě, kde získala stříbrnou medaili v soutěži hodu oštěpem. Rovněž skončila na pátém místě na mistrovství světa IAAF v roce 1979 .
Její osobní nejlepší hod byl 68,28 metrů se starým typem oštěpu, dosažený v roce 1980.